# Plecia curvistylata
Plecia curvistylata är en tvåvingeart som beskrevs av Hardy 1942. Plecia curvistylata ingår i släktet Plecia och familjen hårmyggor. Inga underarter finns listade i Catalogue of Life.